# لودويغ شتاين
لودويغ شتاين (بالألمانية: Ludwig Stein) (و. 1859 – 1930 م) هو فيلسوف، وصحفي، وأستاذ جامعي، وحاخام من المجر، وسويسرا، توفي في سالزبورغ، عن عمر يناهز 71 عاماً.